# Ветропарк Ла Пичолина
Ветропарк Ла Пичолина је ветропарк у Србији. Налази се у близини места Загајица на територији града Вршца у јужном Банату. Пуштен је у рад у октобру 2016. године. Састоји се од 2 турбине, укупног капацитета 6,6 мегавата, што омогућава снабдевање електричном енергијом око 12.000 домаћинстава.